# Julien Maury
Julien Maury est un réalisateur et scénariste français.

## Biographie
Diplômé de l'ESRA, Julien Maury commence comme cadreur, essentiellement pour la télévision avant de réaliser plusieurs making-of de la série Un gars, une fille, ainsi que des clips et des films institutionnels.
En 2006, il rencontre Alexandre Bustillo avec qui il réalise le film À l'intérieur (2007), film d'horreur mettant en scène Béatrice Dalle et Alysson Paradis. Le film est sélectionné à la Semaine de la critique du Festival de Cannes 2007 et éligible à la Caméra d'or.
Le duo de réalisateurs décline ensuite plusieurs propositions américaines, dont les remakes de Hellraiser, des Griffes de la nuit et Halloween.
En 2011, toujours avec Alexandre Bustillo, Julien Maury réalise Livide, un film de maison hantée.
En 2014, Julien Maury réalise avec Alexandre Bustillo, le film Aux yeux des vivants, présenté au Festival SXSW à Austin.
En 2017, il réalise avec Alexandre Bustillo, Leatherface, le 8ème film de la série Massacre à la tronçonneuse (production américaine). Préquel du film culte de Tobe Hooper, le film se concentre sur l'adolescence du tueur.
En 2020, Julien Maury tourne le film Kandisha avec Alexandre Bustillo.
En 2021, il réalise, toujours avec Alexandre Bustillo, le film The Deep House, film d'horreur mettant en scène Camille Rowe et James Jagger (fils de Mick).
En 2024, il réalise le film Le Mangeur d'âmes, mettant en scène entre autres, Paul Hamy, Virginie Ledoyen, Sandrine Bonnaire et Francis Renaud.

## Filmographie
- 2007 : À l'intérieur avec Alexandre Bustillo
- 2011 : Livide avec Alexandre Bustillo
- 2014 : Aux yeux des vivants avec Alexandre Bustillo
- 2014 : ABCs of Death 2, segment Xylophone avec Alexandre Bustillo
- 2017 : Leatherface avec Alexandre Bustillo
- 2020 : Kandisha avec Alexandre Bustillo
- 2021 : The Deep House avec Alexandre Bustillo
- 2024 : Le Mangeur d’âmes avec Alexandre Bustillo